# Zakari Souleymane
Zakari Souleymane est un footballeur international nigérien né le 29 décembre 1994 à Lyon dans le département du Rhône. Il évolue au poste de défenseur central au Football Bourg-en-Bresse Péronnas 01.

## Biographie

### En club
Zakari Souleymane commence le football au FC Vaulx-en-Velin dans la banlieue lyonnaise. Il fait alors partie d'une « génération en or », côtoyant dans ce club notamment les futurs internationaux Nabil Fekir, Kurt Zouma ou encore Rachid Ghezzal. Il y évolue de l'âge de 6 ans jusqu’en équipe des moins de 17 ans première année.
Il rejoint en 2010 l'équipe des moins de 17 ans deuxième année de l'Évian Thonon Gaillard Football Club. Il y joue ensuite en moins de 19 ans, puis dans l'équipe réserve à partir de la saison 2013-2014.
Non-conservé par Évian Thonon Gaillard en 2015, il rejoint ensuite l'Ambérieu FC qui évolue en Régional 1 (premier échelon de la Ligue Rhône-Alpes et sixième niveau national). En 2017, il signe à l'AS Saint-Priest. Lors de la saison 2017-2018, il joue dans l'équipe réserve qui évolue en Régional 2. Il rejoint l'équipe première dans le National 2 l'année suivante. Il est un joueur important de l'effectif dont il est cinq fois capitaine.
En juin 2019, il signe son premier contrat professionnel en s'engageant auprès de la réserve du FC Lorient.
Le 9 juillet 2021, il s'engage en faveur de Lyon - La Duchère.

### En sélection
Zakari Souleymane est régulièrement appelé dans les équipes de jeunes du Niger, notamment à l'occasion du Tournoi UNAF U-23 2011, des éliminatoires de la Coupe d'Afrique des nations junior 2013, ou encore des Jeux de la Francophonie 2013.
Il est sélectionné pour la première fois en équipe du Niger le 22 mai 2014 à l'occasion d'un match amical contre l'équipe d'Ukraine.
Il dispute deux nouveaux matchs avec le Niger en juin 2021, dans le cadre de match amicaux face à la Gambie et à la Libye.